# Gabriel Louis Morel
Pour les articles homonymes, voir Morel.
Gabriel Louis François Anaclet Morel est un médecin et un homme politique français né le 28 août 1769 à Colmar (Haut-Rhin) et décédé le 18 décembre 1842 au même lieu.
Médecin, maire de Colmar, il est député du Haut-Rhin en 1815, pendant les Cent-Jours.